# ゼネラル・エレクトリック LM500
ゼネラル・エレクトリック LM500（英語: General Electric LM500）は、主に小型の軍用艦艇、および民間船舶の推進エンジンとして使用される米ゼネラル・エレクトリック社製のターボシャフト式ガスタービンエンジンである。
LM500は、同社の航空用エンジンであるTF34を元にして開発されており、本質的にはファンを省いたものである。そのコア・エンジンは、2段の高圧タービンによって駆動される14段の高圧圧縮機を備えている。
海軍用としては高速戦闘艇、民間用としては高速船において、主たる推進機関として採用されている。
本機は、民間の高速船に採用された初めてのガスタービンエンジンであるが、現在では、ゼネラル・エレクトリックの民間へのセールスの主力は、より大型で大出力のLM2500に移行している。

## 採用国と搭載艦船
軍用
 海上自衛隊
- 1号型ミサイル艇
- はやぶさ型ミサイル艇
- いずも型護衛艦（主発電機）

 大韓民国海軍
- コムドクスリ級ミサイル艇

 デンマーク海軍
- フリーヴェフィスケン級哨戒艇

民間用
 TurboJET社
- Foilcat型水中翼船